# 永見林三郎
永見 林三郎（ながみ りんざぶろう、1852年3月5日（嘉永5年2月15日） - 1924年（大正13年）4月2日）は、日本の政治家。中浜村長（第3代）、中浜村会議員。第6代中浜村長永見勘太郎の父。